# 5-Chlor-o-toluidin
5-Chlor-o-toluidin ist eine chemische Verbindung aus der Gruppe der aromatischen Amine. Sie zählt zu den chlorsubstituierten Toluidinen und leitet sich vom o-Toluidin ab.

## Synthese
Die Herstellung von 5-Chlor-o-toluidin erfolgt durch die Nitrierung von p-Chlortoluol zu 4-Chlor-2-nitrotoluol und anschließender Reduktion der Nitrogruppe.

## Eigenschaften
5-Chlor-o-toluidin ist eine, abhängig von der Raumtemperatur, brennbare, schwer entzündbare, farblose bis braune Flüssigkeit oder Kristallmasse, die schwer löslich in Wasser ist. Ein verunreinigtes Produkt kann bei Raumtemperatur flüssig sein. Die Verbindung oxidiert, wie auch andere primäre Amine, an der Luft.

## Verwendung
5-Chlor-o-toluidin und sein Hydrochlorid werden als chemische Zwischenprodukte bei der Synthese von Farbstoffen und als Farbstoffe für Baumwolle, Seide, Nylon und Zellulose verwendet.

## Regulierung
Über den Safe Drinking Water and Toxic Enforcement Act of 1986 besteht in Kalifornien seit 29. Oktober 1999 eine Kennzeichnungspflicht für Produkte, die 5-Chlor-o-toluidin oder seine mit starken Säuren gebildeten Salze enthalten.